# 切斯特河

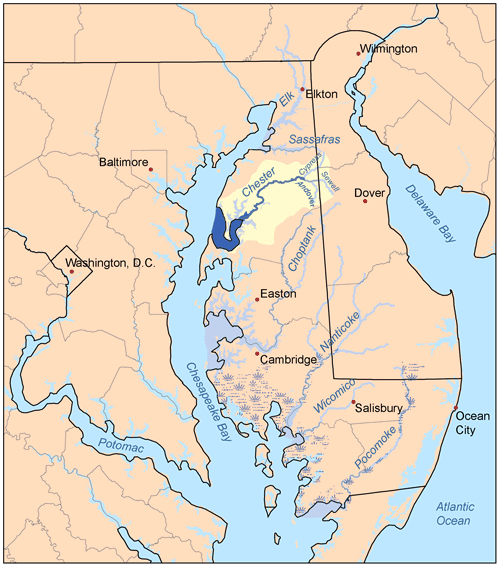
德玛瓦半岛西岸的水系图，黄色为切斯特河

切斯特河（英語：Chester River）是德玛瓦半岛上注入切萨皮克湾的一条河流。长约69千米，流域面积为950 km2，包括了20%的水域。它发源于马里兰州肯特县与安妮女王縣的边界，再流经紐卡斯爾縣和特拉华州肯特县，最终注入切萨皮克湾。馬里蘭州肯特县的县治切斯特頓位于其北岸。